# Humane Milch-Oligosaccharide
Humane Milch-Oligosaccharide (HMO, auch humane Milch-Glykane) sind unverdauliche Zuckermoleküle aus der Gruppe der Oligosaccharide, die in hoher Konzentration ausschließlich in menschlicher Muttermilch vorkommen.

## Vorkommen
Humane Milch-Oligosaccharide bilden nach Fetten und Lactose den drittgrößten Anteil der „festen“ Bestandteile (die in Wasser gelöst oder emulgiert oder suspendiert vorliegen) der menschlichen Muttermilch. Sie liegen in einer Konzentration von 10–25 g/L vor. Es sind circa 200 strukturell unterschiedliche humane Milch-Oligosaccharide bekannt. Die Zusammensetzung der humanen Milch-Oligosaccharide in Muttermilch ist individuell für jede Mutter und variiert über den Zeitraum der Stillzeit. Das dominierende Oligosaccharid bei 80 % aller Frauen ist die 2′-Fucosyllactose, die in einer Konzentration von circa 2,5 g/L in der menschlichen Muttermilch enthalten ist. Vier weitere in großer Menge vorhandene Oligosaccharide sind Lacto-N-tetraose mit 0,94 g/L, 3-Fucosyllactose mit 0,57 g/L, 6′-Sialyllactose mit 0,39 g/L und 3′-Sialyllactose mit 0,28 g/L.

## Eigenschaften
Im Gegensatz zu den weiteren Bestandteilen der Muttermilch, die durch das Stillen aufgenommen werden, sind HMOs für das neugeborene Kind selbst unverdaulich. Sie wirken jedoch präbiotisch, d. h. sie dienen als Nahrung für Darmbakterien, insbesondere für Bifidobakterien, aber auch Bakterien der Abteilung Bacteroidetes. Die Dominanz dieser Darmbakterien verringert die Besiedlung des Darms durch pathogene Bakterien (Probiose). Auf diese Weise sorgen sie für eine gesunde Darmflora (Darm-Mikrobiom) und senken das Risiko gefährlicher Darminfektionen.
Neuere Studien weisen zudem darauf hin, dass HMOs ebenfalls das Risiko von viralen und bakteriellen Infektionskrankheiten deutlich mindern und somit die Gefahr von Durchfall- und Atemwegserkrankungen verringern. Diese Schutzfunktion bezieht sich auf Krankheitserreger, wie bestimmte Bakterien oder Viren, welche an die an der Oberfläche der Darmzellen befindlichen Glykanrezeptoren (Rezeptoren für Mehrfachzucker an der Oberfläche von menschlichen Zellen) anbinden und darüber die Zellen der Darmschleimhaut befallen können. Forscher haben herausgefunden, dass HMOs diese Glukanrezeptoren imitieren, wodurch sich die Pathogene an die HMOs, statt an die Darmzellen, anbinden. Dies verringert die Gefahr von Infektionen durch Pathogene.
Darüber hinaus scheinen HMOs die Reaktionen bestimmter Zellen des Immunsystems so zu beeinflussen, dass Entzündungsreaktionen minimiert werden. Auch wird vermutet, dass HMOs das Risiko für eine Erkrankung von Frühgeborenen an der potenziell lebensbedrohlichen nekrotisierenden Enterokolitis (NEK) verringern.
Einige der Metabolite wirken direkt auf das Nervensystem oder im Gehirn und können die Entwicklung und das Verhalten der Kinder zum Teil auch langfristig beeinflussen. Es gibt Studien, die zeigen, dass bestimmte HMOs das Kind mit Sialinsäureresten versorgen. Sialinsäure ist ein essentieller Nährstoff für die Entwicklung des kindlichen Gehirns und für die Entwicklung der geistigen Fähigkeiten des Kindes.
HMOs werden als Supplemente in Babynahrung angewendet, so dass auch eine Versorgung nicht gestillter Babys möglich ist.